# Abou Karamba Kassamba
Abou Karamba Kassamba (* Salikenne; † 6. Januar 2001 bei Sinchu Yero im Distrikt Fulladu West) war ein Politiker im westafrikanischen Staat Gambia.
| Parlamentswahl | Stimmen | Stimmanteil |
| -------------- | ------- | ----------- |
| 1997           | 3.192   | 58,14 %     |

Bei den Parlamentswahlen 1997 trat Kassamba als Kandidat der United Democratic Party (UDP), deren Gründungsmitglied er war, im Wahlkreis Central Badibu zur Wahl an. Er konnte den Wahlkreis erfolgreich gegen den Kandidaten Janko Fatou Jaiteh von der Alliance for Patriotic Reorientation and Construction (APRC) für sich gewinnen.
Kassamba kam bei einem Verkehrsunfall im Januar 2001 auf der South Bank Road zwischen Fula Bantang und Yero Beri Kunda zusammen mit seinen Parteigenossen Buba Samura ums Leben. Der Verstorbene wurde nach Old Jeshwang zur Bestattung auf dem Old Jeshwang Cemetery überführt. Die beiden oppositionellen Abgeordneten wurden vom Staat nicht mit einem Staatsakt geehrt, was für Verstimmung bei Angehörigen, Parteigenossen und in der Bevölkerung sorgte. Aus Protest gab die Familie das Geld, das sie vom Staat erhalten hatte, zurück.